# Tor Cos
Tor COS (voluit: Tor lodowy Centralnego Ośrodka Sportu w Zakopanem) is een schaatsbaan in het Poolse wintersportdorp Zakopane, woiwodschap Klein-Polen. Het is een hooglandbaan door de ligging op 932 meter boven zeeniveau. Van 1956 tot 2007 was het een natuurijsbaan, van 2008 tot 2023 een onoverdekte kunstijsbaan en vanaf 2025 zal het de hoogst liggende schaatshal van Europa zijn. De naam betekent ijsbaan van de Centrale Sport Faciliteit, het Sportcentrum Papendal van Polen.

## Belangrijke internationale wedstrijden

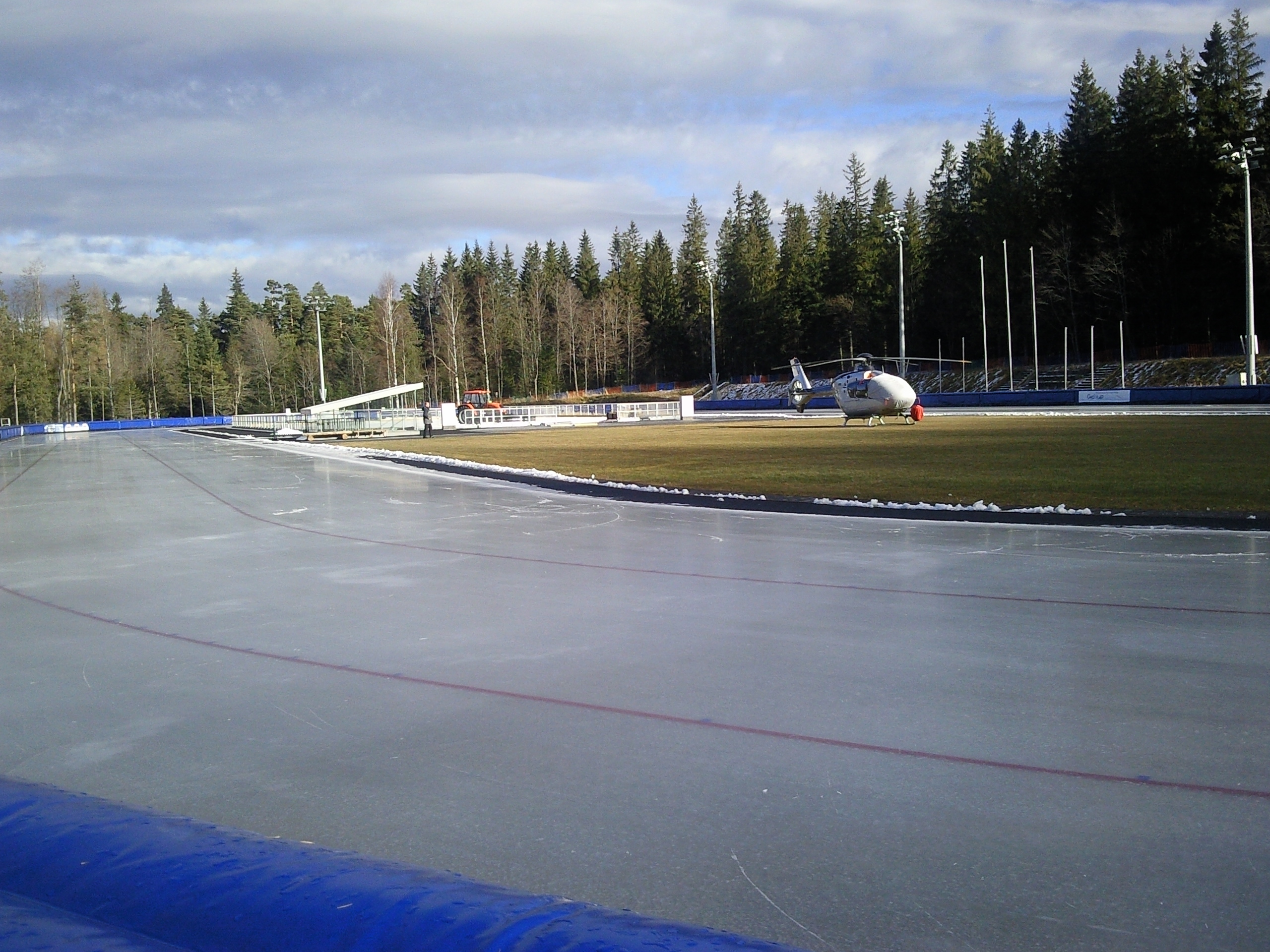
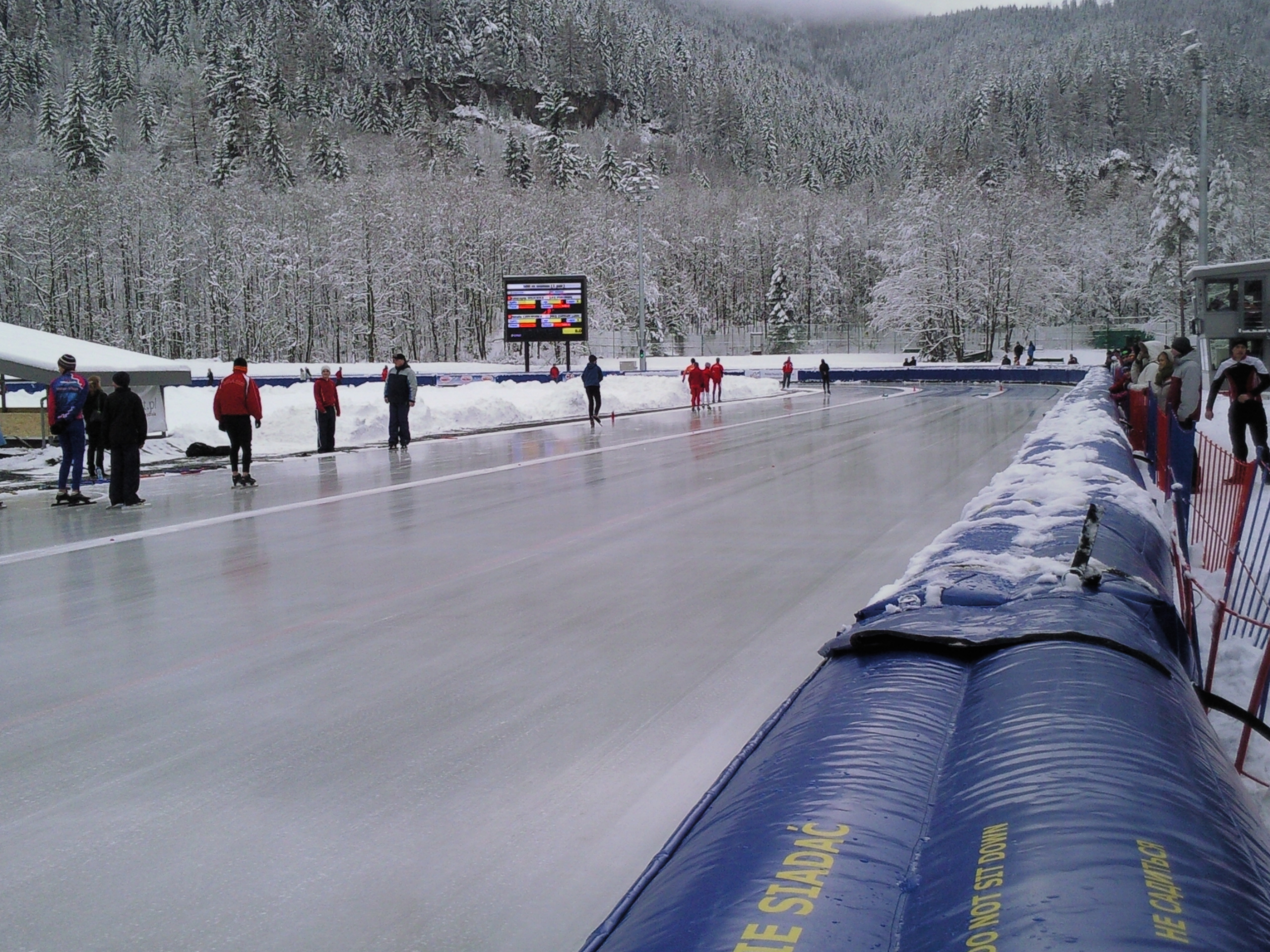
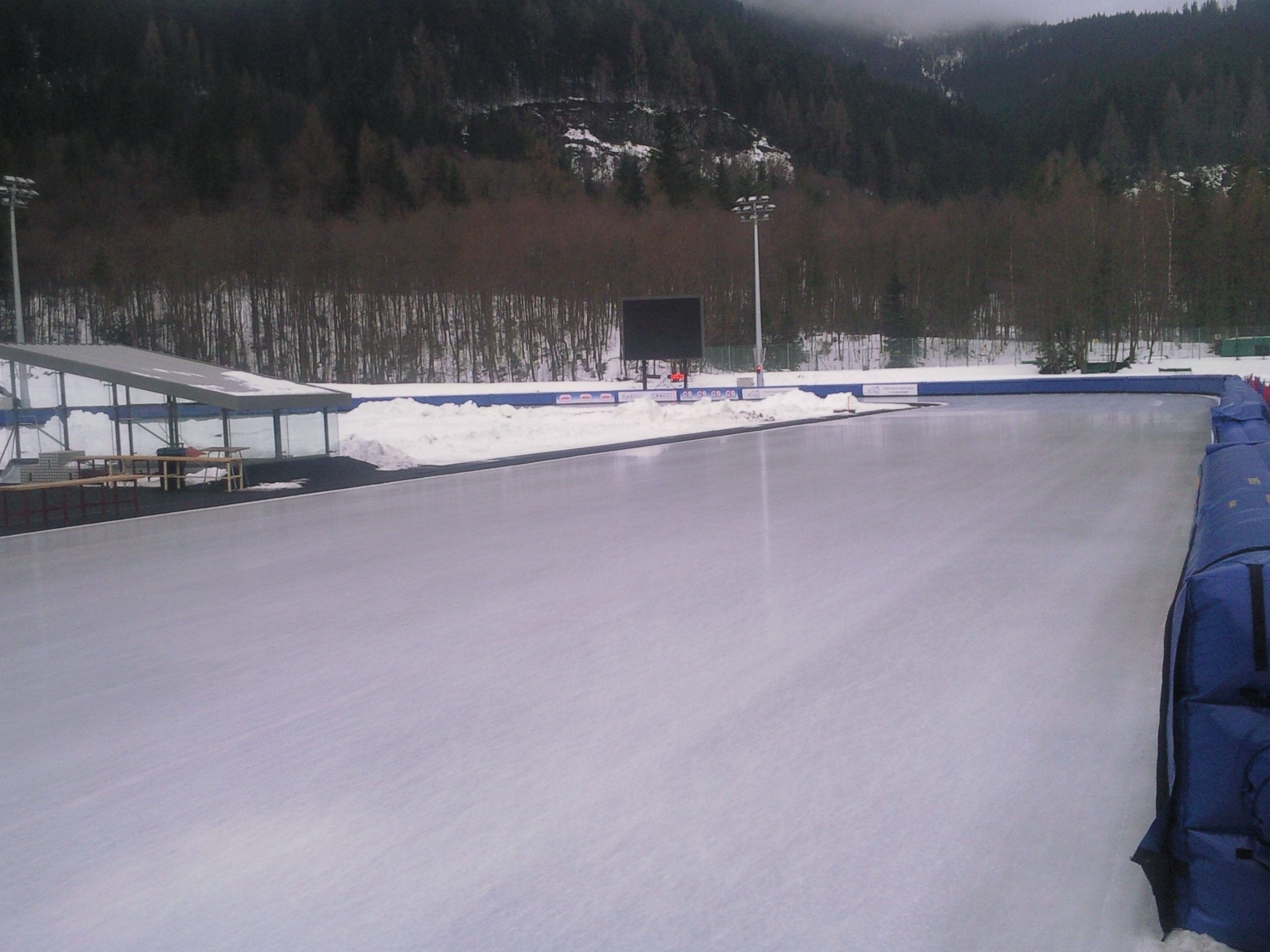

- 2025/2026 Wereldbeker finaleronde
- 2025/2026 Europese kampioenschappen[1]

## Geschiedenis

### IJsbaan Sportcentrum Polen
Van 1956 tot 2007 lag er al een natuurijsbaan in Zakopane onder de naam Tor COS. In 2008 werd de baan verbouwd en heropend als kunstijsbaan. COS is een afkorting van Centralnego Ośrodka Sportu, Centrale Sport Faciliteit, het Sportcentrum Papendal van Polen. Het hoofdgebouw daarvan ligt een paar honderd meter naar het noordwesten.
In 2016 werden nieuwe gebouwen van het Poolse sportcentrum geopend. Hierdoor heeft het centrum onder meer een zwembad, sporthal, fitness ruimte, indoor atletiekfaciliteiten, pension, atletiekbaan, schaatsbaan, skischansen, tennisbanen, handbalveld en een voetbalveld.

### Bouwplannen schaatshal
Tijdens de wereldbekerfinale in het weekend van 22 en 23 maart 2014 kwam een delegatie van de Poolse schaatsbond naar Thialf om mogelijkheden te bespreken voor een overdekte hal in Zakopane. Ze hebben onder meer gesproken met voormalig ijsmeester en ontwerper van ijshallen Bertus Butter.. Vervolgens besloot de minister van Sport, Andrzej Biernat, op 16 april 2014 om de ijsbaan te overkappen. Daarna bleven de plannen liggen.
Bij een bezoek aan het COS in 2020, kondigde dit keer de Poolse president Andrzej Duda aan dat er een schaatshal zou komen. De plannen kostten € 12,6 miljoen, waarvan het Ministerie van Sport er 10,1 voor reserveerde. In 2022 werd met de bouw begonnen. De baan wordt naar verwacht in de zomer van 2024 opgeleverd en wordt dan de nieuwe thuishal voor de Poolse nationale ploeg.

## Wedstrijden
Anno 2017 was het een van de vier kunstijsbanen in Polen die gebruikt worden voor onder meer de Poolse kampioenschappen afstanden, allround en sprint. Het eerste gecombineerde EK Sprint en Allround in 2017 was aanvankelijk aan Zakopane toegewezen. De Poolse schaatsbond besloot later om dit toernooi op de ijsbaan Tor Stegny in Warschau te houden, maar gaf in 2016 de organisatie terug aan de ISU. Het EK werd uiteindelijk in Heerenveen verreden.
Vanwege de ligging op bijna een kilometer hoogte is de ijsbaan van Zakopane een snelle buitenbaan. Dankzij het wereldstudentenkampioenschap in december 2012, steeg de ijsbaan van de elfde naar de vijfde plaats op de lijst van snelste buitenbanen ter wereld. Dit kwam vooral door Martina Sáblíková die op de 3000 en 5000 meter baanrecords reed. In december 2018 was Tor Cos de achtste snelste buitenbaan en in december 2023 negende, ondanks het ontbreken van grote internationale seniorenwedstrijden.
De baan ligt op 932 meter en is daarmee na Arena Ritten in Klobenstein (Collalbo, 1.173 m) en Circolo Pattinatori Pinè in Baselga di Pinè (998 m) de derde hoogste kunstijsbaan van Europa. Na de verbouw tot schaatshal wordt het de vierde hoogste schaatshal van de wereld en de hoogste van Europa. Alleen het  Xinjiang Ice Sports Center in Ürümqi (1.650 m), de  Utah Olympic Oval in Salt Lake City (1.423 m) en de  Olympic Oval in Calgary (1.034 m) liggen hoger. In Europa ligt verder alleen de Max Aicher Arena in Inzell (690 m) op aanzienlijke hoogte.

## Belangrijke internationale wedstrijden
- 2009 - WK junioren
- 2010/11 - WB junioren Europa
- 2012 - WK studenten
- 2013/14 - WB junioren Europa